# Phytocoris reticulatus
Phytocoris reticulatus är en insektsart som beskrevs av Knight 1968. Phytocoris reticulatus ingår i släktet Phytocoris och familjen ängsskinnbaggar. Inga underarter finns listade i Catalogue of Life.